# Mark Wjatscheslawowitsch Serow
Mark Wjatscheslawowitsch Serow (russisch Марк Вячеславович Серов; * 23. Mai 1974 in Pensa-19, Oblast Pensa, UdSSR) ist ein ehemaliger russischer Kosmonautenanwärter.

## Raumfahrertätigkeit
Im Jahr 2003 wurde Serow in die Kosmonauten-Trainingsgruppe RKKE-16 aufgenommen. Das Basistraining dauerte vom 16. Juni 2003 bis zum 28. Juni 2005, welches er als Testkosmonaut abschloss. Am 28. Januar 2011 musste Serow aus medizinischen Gründen aus dem aktiven Dienst austreten, bevor er jemals ins All fliegen konnte.

## Privates
Mark Serow ist mit der Kosmonautin Jelena Serowa verheiratet. Sie wurde 2006 als Raumfahrerin ausgewählt und flog in den Jahren 2014/15 mit dem Raumschiff Sojus TMA-14M zur ISS. Die beiden haben eine Tochter, die im Jahr 2004 geboren wurde.